# Le Chemineau (film 1905)
Le Chemineau è un cortometraggio del 1906 diretto da Albert Capellani, prodotto e distribuito dalla Pathé Frères.
Il primo film firmato da solo da Capellani: il precedente, Peau d'Âne del 1904, Capellani l'aveva diretto insieme a Vincent Lorant-Heilbronn.

## Produzione
Il film fu prodotto nel 1906 dalla S.C.A.G.L..

## Distribuzione
Distribuito dalla S.C.A.G.L. in Francia e, negli USA, dalla Pathé Frères, il film uscì nelle sale nel gennaio 1906. Copia della pellicola in 35 mm viene conservata negli archivi del Nederlands Filmmuseum.

### Date di uscita
- USA	gennaio 1906

Alias
- The Strong Arm of the Law	USA
- The Tramp   USA